# كريس جلان
كريس جلان (بالإنجليزية: Chris Glen)‏ هو موسيقي بريطاني، ولد في 6 نوفمبر 1950 في بيزلي في المملكة المتحدة.

## وصلات خارجية
- كريس جلان على موقع ميوزك برينز (الإنجليزية)
- كريس جلان على موقع ديسكوغز (الإنجليزية)